# 악셀 호네트
악셀 호네트(Axel Honneth, 1949년 7월 18일 - )는 독일의 철학자이다. 1949년 독일 에센에서 태어나 본 대학, 보훔 대학, 베를린 자유 대학 등에서 철학, 사회학, 독문학을 공부했다. 콘스탄츠 대학, 베를린 자유 대학을 거쳐 1996년 위르겐 하버마스로부터 프랑크푸르트 대학 철학교수직을 물려받았다. 프랑크푸르트 학파 1세대인 막스 호르크하이머와 테어도어 아도르노, 2세대인 위르겐 하버마스의 뒤를 잇는 3세대 프랑크푸르트 학파 철학자로 평가받는다. 2001년부터 프랑크푸르트 학파의 산실인 사회연구소 소장직을 맡고 있다.

## 저서 및 논문

### 저서
- 인정투쟁: 사회적 갈등의 도덕적 형식론 (문성훈, 이현재 역, 사월의책, 2011)
- 정의의 타자: 실천철학 논문집 (문성훈, 이현재, 장은주, 하주영 역, 도서출판 나남, 2009)
- 물화: 인정이론적 탐구 (강병호 역, 도서출판 나남, 2006)
- 분배냐, 인정이냐?: 정치철학적 논쟁 (악셀 호네트, 낸시 프레이저 공저, 문성훈, 김원식 역, 사월의책, 2014)
- 사회주의 재발명: 왜 다시 사회주의인가 (문성훈 역, 사월의책, 2016)

## 같이 보기
- 미셸 푸코
- 위르겐 하버마스
- 프랑크푸르트 학파

## 참고 문헌
- 연구모임 사회비판과대안 엮음, 프랑크푸르트학파의 테제들 (사월의책, 2012)